# Pfarrkirche Unterpullendorf

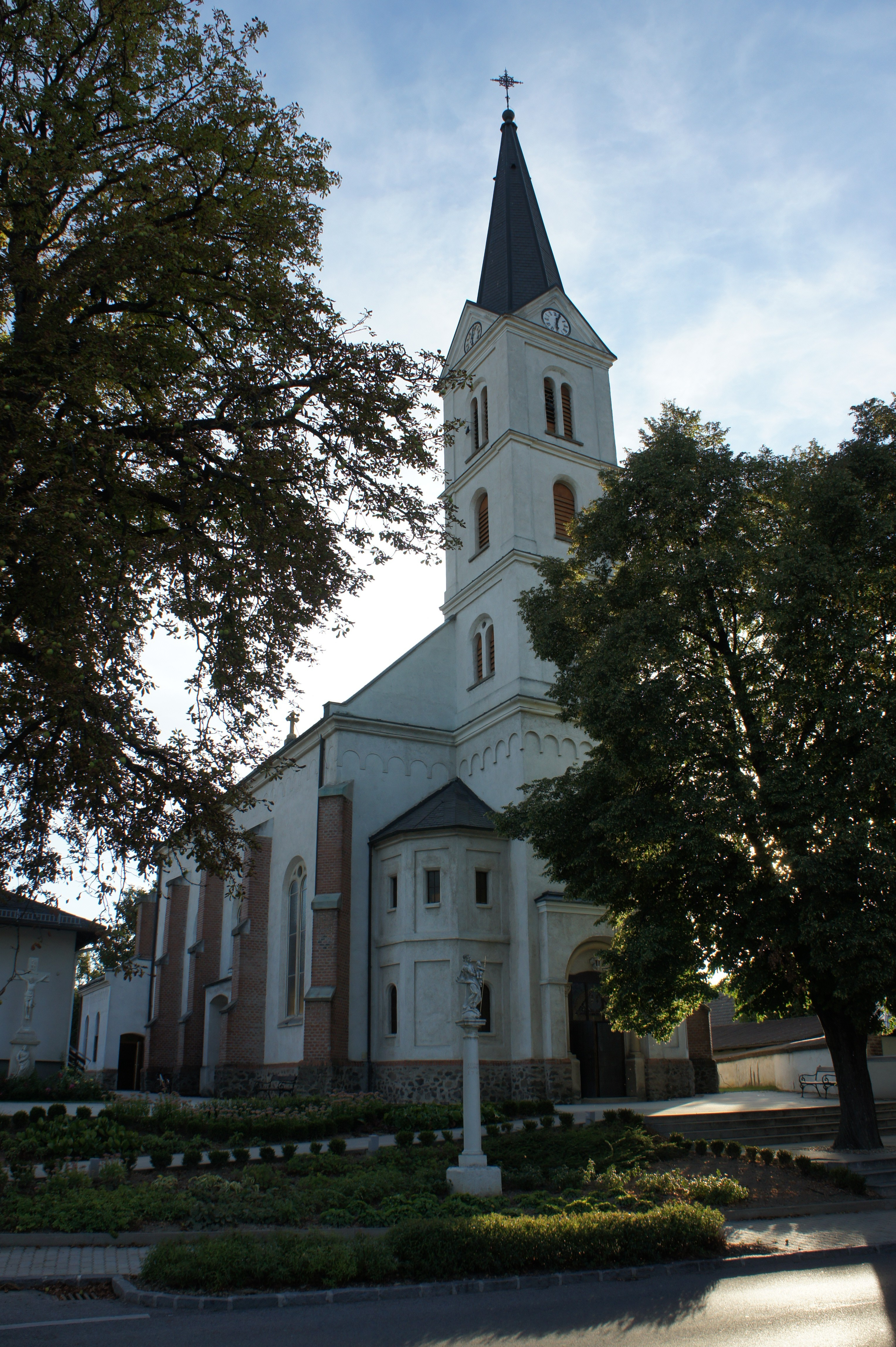
Pfarrkirche Unterpullendorf

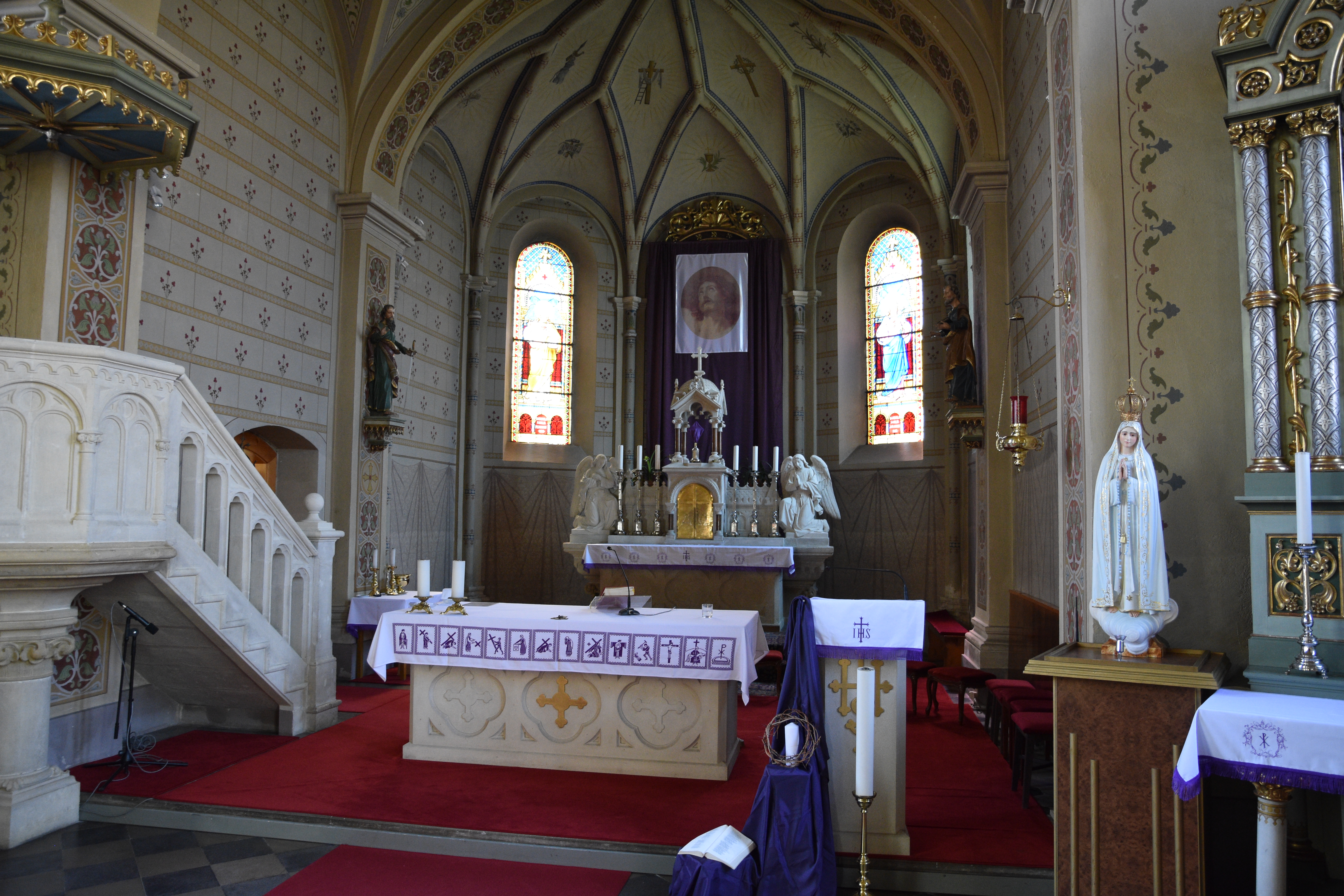
Der Altarraum der Kirche

Die römisch-katholische Pfarrkirche Unterpullendorf (kroatisch Crkva sv. Bartolomeja) steht in der Ortschaft Unterpullendorf (Dolnja Pulja, ungarisch Alsópulya, Romani Telutni Pulja) der Gemeinde Frankenau-Unterpullendorf im Bezirk Oberpullendorf im Burgenland. Sie ist dem heiligen Bartholomäus geweiht und gehört zum kroatischen Dekanat Großwarasdorf.

## Geschichte
Die Pfarre existiert bereits seit dem Mittelalter. Der heutige Kirchenbau wurde 1905 errichtet.

## Architektur und Ausstattung
Die große neogotische Kirche wurde 1905 errichtet; die Einrichtung stammt aus dem Baujahr. Zwei Holzfiguren aus dem 18. Jahrhundert stellen die Heiligen Petrus und Paulus dar. Ebenfalls aus dem 18. Jahrhundert stammt eine Figur des Johannes Nepomuk an der Nordwand des Schiffes sowie ein Holzkruzifix unter der Empore. Die Glocke wurde 1787 von Johann Koechel aus Ödenburg gegossen. Die Orgel aus 1995 mit 22 Registern wurde von Rieger Orgelbau gebaut.